# Peter Van Gucht
Peter Van Gucht, né le 19 juin 1963 à Ekeren (province d'Anvers), est un auteur de bande dessinée et acteur flamand. Depuis février 2005, il est responsable de l'équipe de scénario de Bob et Bobette. En 2005, il a joué dans la série 16+ sur One. Il a également joué à plusieurs reprises dans la série télévisée Spoed.

## Biographie
Peter Van Gucht naît le 19 juin 1963 à Ekeren. Il étudie le film d'animation au RICS à Bruxelles.
Il fait beaucoup de publicités et doublages dans de nombreux dessins animés, tels que Dinosaure, Atlantis, L'Âge de glace, Le Monde de Nemo et Frère des ours. Van Gucht fait la voix de Andy dans les versions néerlandaise et flamande de Toy Story 3 et Toy Story 4. Il a également été Hamm dans le court métrage Pixar Partysaurus Rex, Hawaiian Vacation et Small Fry.
Il travaille au Studio Vandersteen depuis début 2003. Il conçoit et écrit la série Rafke de Raaf et Zwik en Zwak pour l'hebdomadaire Bob et Bobette. Il invente aussi des gags pour Marc Legendre et sa bd Biebel.
Le 25 février 2005, il est annoncé dans un communiqué de presse que Marc Verhaegen n'est plus le dessinateur de Bob et Bobette et que la bande dessinée est reprise par une équipe de dessinateurs et de scénaristes. L'équipe de dessin était dirigée par Luc Morjaeu et l'équipe de scripts était dirigée par Peter Van Gucht, avec Bruno De Roover.
Il avait une expérience antérieure avec Bob et Bobette, car il était l'auteur de plusieurs courts récits, telles que L'Ermite têtu, Le Coquin et L'Intendant enragé. De plus, il avait déjà écrit une histoire régulière sous la direction de Marc Verhaegen, Le Flûtiste farfelu.
En 2010, il reçoit le prix Crayon d'Or avec Luc Morjaeu au Festival BD de Middelkerke pour Bob et Bobette.
À partir de 2019, avec le dessinateur Steve Van Bael, ils réalisent une adaptation en bande dessinée de la série télévisée pour enfants De Nachtwacht (La Ronde de Nuit) diffusée sur Ketnet (14 tomes, Standaard en 2023). 
Van Gucht tient le rôle de l'inspecteur Derijcke dans la série télévisée Familie en 2013, 2014 et 2015. Le personnage n'apparaissait que sporadiquement chaque année. En 2018, Van Gucht réapparaît dans Familie, cette fois en tant qu'officier de police local Andy Vereecken.

## Prix et distinctions
- 2010 :  prix Crayon d'Or avec Luc Morjaeu au Festival de bande dessinée de Middelkerke à Middelkerke pour Bob et Bobette[5].

### Articles
- (nl) Luc Morjaeu et Peter Van Gucht (interviewés par David Steenhuyse), « Interview met Luc Morjaeu en Peter Van Gucht », De Stripspeciaalzaak,‎ 16 septembre 2006 (lire en ligne, consulté le 10 août 2023).